# Castello di Enniskillen
Il castello di Enniskillen si trova a Enniskillen, nella contea di Fermanagh, in Irlanda del Nord. È stato originariamente costruito nel XVI secolo ed oggi è sede del Fermanagh County Museum e del museo del reggimento dei Royal Fusiliers Inniskilling.

## Storia
Il primo castello fu costruito su questo sito è del XVI secolo. Il territorio è stato caratterizzato da molte ribellioni degli irlandesi contro il dominio inglese nel XVI secolo ed è stato conquistato dopo un assedio di otto giorni nel 1594. Nel 1607 è stato ristrutturato e rinnovato dal capitano William Cole. La torre a sud del fiume, è nota come Watergate. Nel XVIII secolo il castello fu ristrutturato come caserma.

## Caratteristiche
Il castello si compone di due sezioni, una centrale e una con una facciata continua, era la principale difesa per il West End della città e custodiva la strada per la città di Sligo.

## Fermanagh County Museum
Il castello è oggi sede del Fermanagh County Museum, che si concentra sulla storia della contea, la cultura e la storia naturale. L'esposizione comprende preistoria del territorio, storia naturale, tradizionale vita rurale, artigianato locale e la storia del castello.

## Inniskillings Museum
Il castello ospita anche il Museo di Inniskillings, che è il museo del reggimento dei Royal Fusiliers Inniskilling. Nel museo si possono vedere uniformi, medaglie, bandiere, insegne reggimentali, armi e altri cimeli militari.

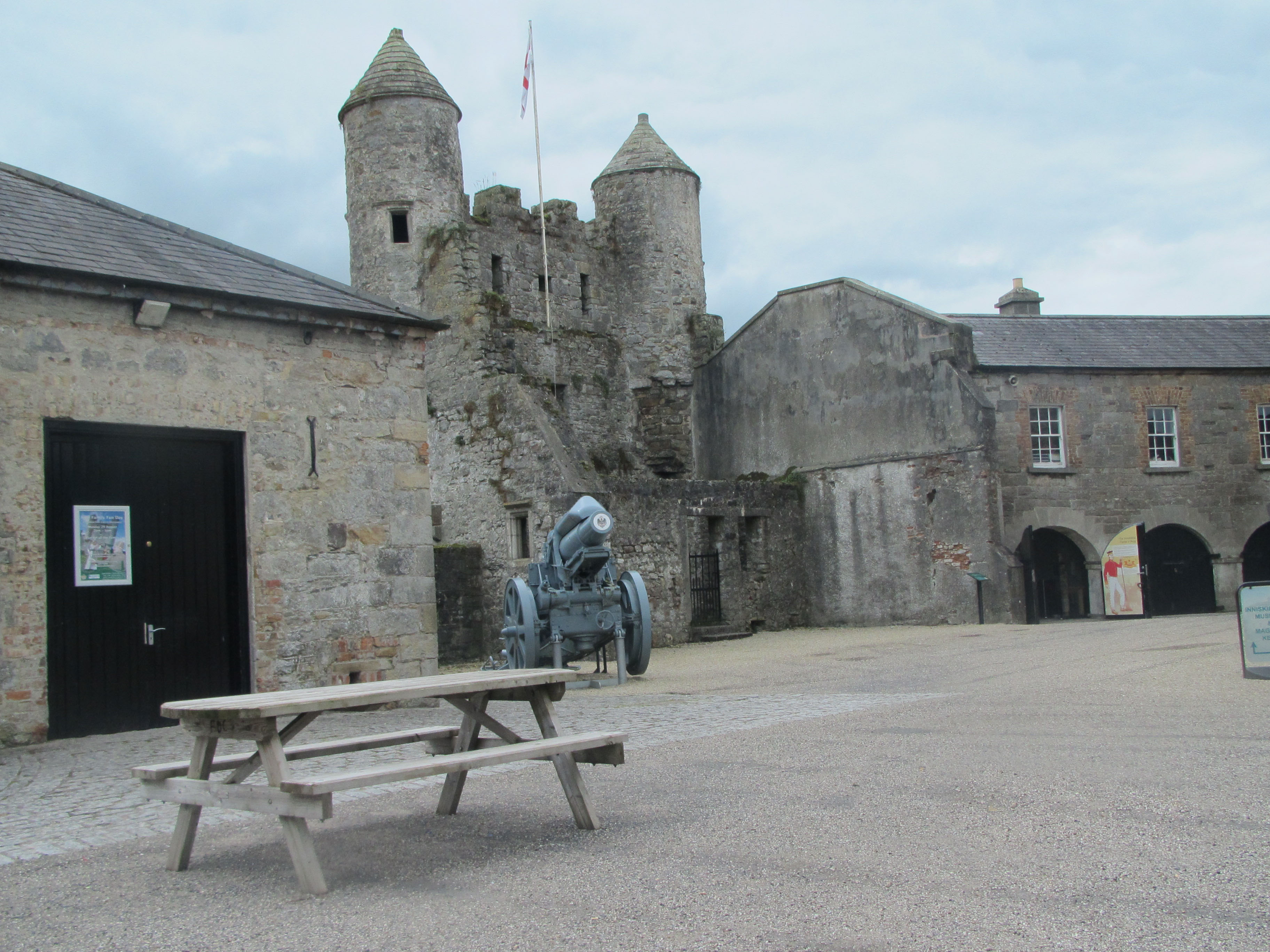
Il cortile del castello
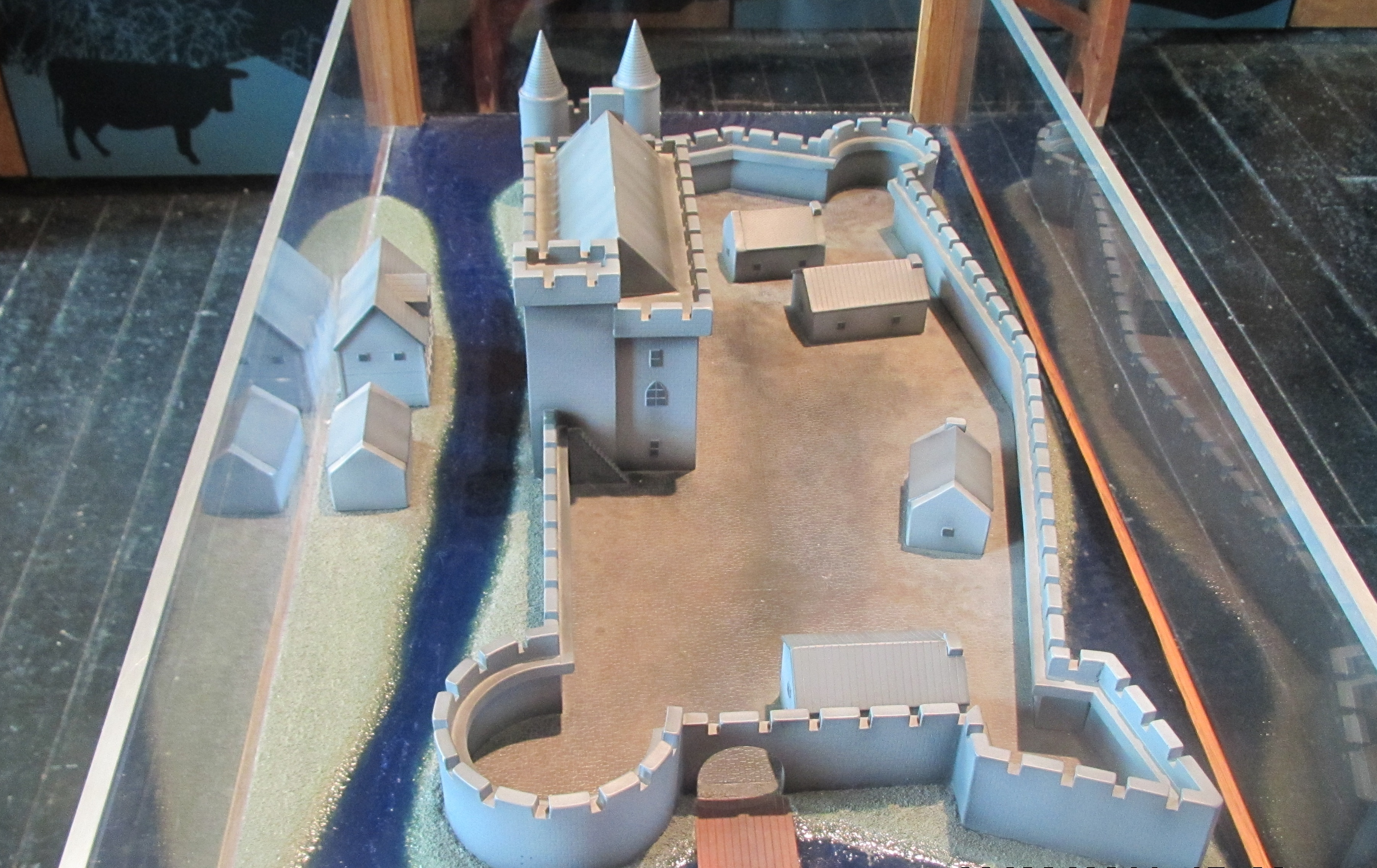
Ricostruzione del castello
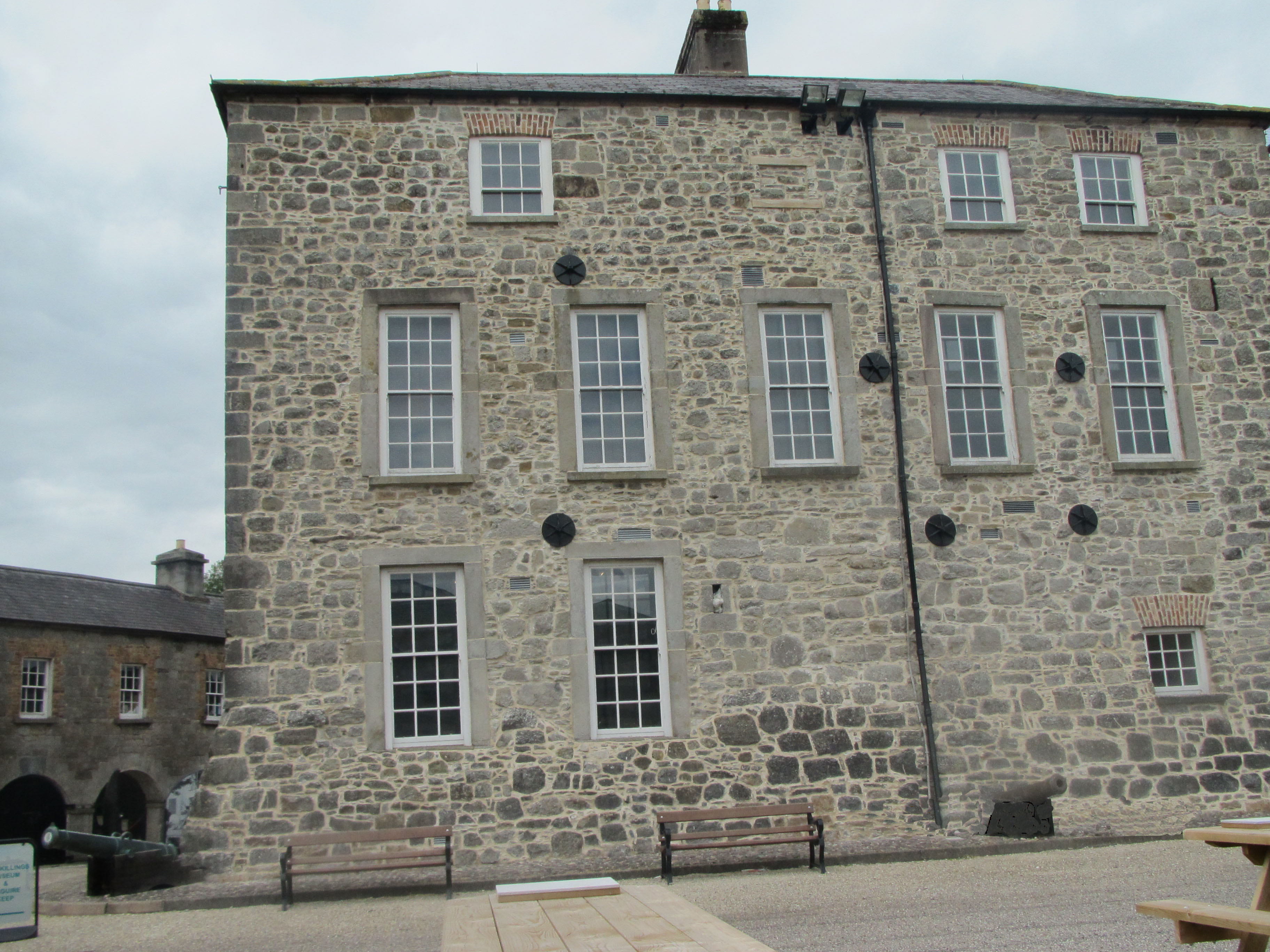
La caserma fatta costruire dentro le mura